# Pepe Mujica, le Président
Pour plus de détails, voir Fiche technique et Distribution.

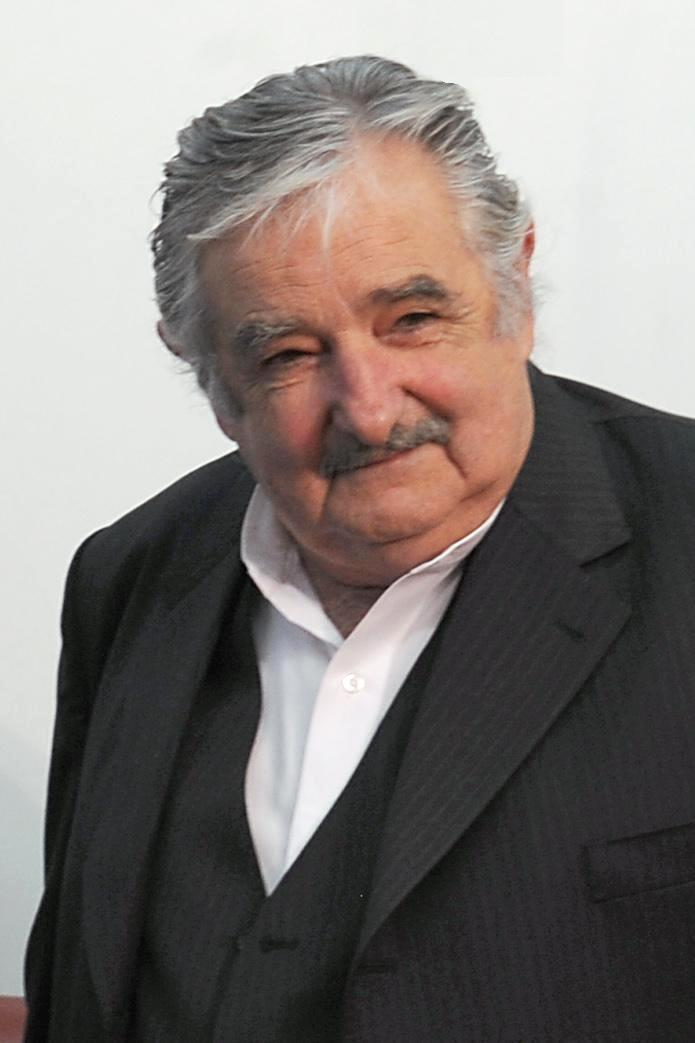
Pepe Mujica en 2009

Pepe Mujica, le Président est un film documentaire allemand de Heidi Specogna sur José Mujica, Président de l'Uruguay.

## Contenu
Le film décrit quatre champs d'action du protagoniste : sa vie privée, son travail à Montevideo en tant que Président de la République, ses discours publics et ses voyages à l'étranger.
Le documentaire comprend des prises de vue et des images d'archives, principalement extraites d'interviews. Il s'agit pour une grande part de prises de vue en noir et blanc réalisées lors du coup d'État en 1973, et aussi dans la petite ferme de sa femme, qui ont été prises pendant le tournage du film Tupamaros - José Mújica, en 1997.

## Contexte
Le film traite du personnage de Pepe Mujica qui, à plusieurs égards, est extraordinaire. Président de la République, il est aussi un excellent rhéteur tout en ayant renoncé au luxe et aux symboles de son statut social. Il a d'ailleurs redistribué l'essentiel de son salaire.
Dans les interviews, il explique sa vision du socialisme et ses missions actuelles, à l'assemblée législative (légalisation de la culture du cannabis) et au sein de l'exécutif.
L'authenticité est au centre des préoccupations de Pepe Mujica et aussi au centre du film.